# Badminton-Mannschaftseuropameisterschaft 2010 (Damen)
Bei der Badminton-Mannschaftseuropameisterschaft 2010 wurden die europäischen Mannschaftstitelträger bei den Damenteams ermittelt. Die Titelkämpfe fanden vom 16. bis zum 21. Februar 2010 in Warschau statt. Sieger wurde Dänemark. Die Meisterschaft war gleichzeitig Qualifikationsturnier für den Uber Cup 2010.

## Medaillengewinner
| Disziplin | Gold     | Silber   | Bronze      |
| --------- | -------- | -------- | ----------- |
| Damenteam | Dänemark | Russland | Deutschland |

## Gruppe A
| Platz | Team         | Pld | W | L | MF | MA | MD  | GF | GA | GD  | PF  | PA  | PD   | Pts | Qualifikation |
| ----- | ------------ | --- | - | - | -- | -- | --- | -- | -- | --- | --- | --- | ---- | --- | ------------- |
| 1     | Dänemark     | 3   | 3 | 0 | 15 | 0  | +15 | 30 | 0  | +30 | 630 | 319 | +311 | 3   | Q             |
| 2     | Tschechien   | 3   | 2 | 1 | 9  | 6  | +3  | 18 | 14 | +4  | 553 | 517 | +36  | 2   |               |
| 3     | Estland      | 3   | 1 | 2 | 6  | 9  | −3  | 14 | 18 | −4  | 542 | 550 | −8   | 1   |               |
| 4     | Griechenland | 3   | 0 | 3 | 0  | 15 | −15 | 0  | 30 | −30 | 291 | 630 | −339 | 0   |               |

## Gruppe B
| Platz | Team        | Pld | W | L | MF | MA | MD  | GF | GA | GD  | PF  | PA  | PD   | Pts | Qualifikation |
| ----- | ----------- | --- | - | - | -- | -- | --- | -- | -- | --- | --- | --- | ---- | --- | ------------- |
| 1     | Niederlande | 4   | 4 | 0 | 18 | 2  | +16 | 38 | 4  | +34 | 872 | 543 | +329 | 4   | Q             |
| 2     | Belgien     | 4   | 3 | 1 | 14 | 6  | +8  | 30 | 15 | +15 | 852 | 758 | +94  | 3   |               |
| 3     | Belarus     | 4   | 2 | 2 | 11 | 9  | +2  | 24 | 23 | +1  | 813 | 850 | −37  | 2   |               |
| 4     | Finnland    | 4   | 1 | 3 | 6  | 14 | −8  | 14 | 31 | −17 | 766 | 837 | −71  | 1   |               |
| 5     | Lettland    | 4   | 0 | 4 | 1  | 19 | −18 | 5  | 38 | −33 | 564 | 879 | −315 | 0   |               |

## Gruppe C
| Platz | Team     | Pld | W | L | MF | MA | MD  | GF | GA | GD  | PF  | PA  | PD   | Pts | Qualifikation |
| ----- | -------- | --- | - | - | -- | -- | --- | -- | -- | --- | --- | --- | ---- | --- | ------------- |
| 1     | Russland | 3   | 3 | 0 | 14 | 1  | +13 | 28 | 5  | +23 | 663 | 436 | +227 | 3   | Q             |
| 2     | England  | 3   | 2 | 1 | 11 | 4  | +7  | 24 | 9  | +15 | 629 | 513 | +116 | 2   |               |
| 3     | Portugal | 3   | 1 | 2 | 3  | 12 | −9  | 8  | 25 | −17 | 478 | 618 | −140 | 1   |               |
| 4     | Kroatien | 3   | 0 | 3 | 2  | 13 | −11 | 7  | 28 | −21 | 484 | 687 | −203 | 0   |               |

## Gruppe D
| Platz | Team        | Pld | W | L | MF | MA | MD  | GF | GA | GD  | PF  | PA  | PD   | Pts | Qualifikation |
| ----- | ----------- | --- | - | - | -- | -- | --- | -- | -- | --- | --- | --- | ---- | --- | ------------- |
| 1     | Deutschland | 3   | 3 | 0 | 14 | 1  | +13 | 29 | 4  | +25 | 678 | 425 | +253 | 3   | Q             |
| 2     | Spanien     | 3   | 1 | 2 | 6  | 9  | −3  | 14 | 19 | −5  | 558 | 626 | −68  | 1   |               |
| 3     | Island      | 3   | 1 | 2 | 6  | 9  | −3  | 12 | 22 | −10 | 555 | 664 | −109 | 1   |               |
| 4     | Schweden    | 3   | 1 | 2 | 4  | 11 | −7  | 12 | 22 | −10 | 565 | 641 | −76  | 1   |               |

## Gruppe E
| Platz | Team       | Pld | W | L | MF | MA | MD | GF | GA | GD | PF  | PA  | PD  | Pts | Qualifikation |
| ----- | ---------- | --- | - | - | -- | -- | -- | -- | -- | -- | --- | --- | --- | --- | ------------- |
| 1     | Schottland | 3   | 2 | 1 | 11 | 4  | +7 | 20 | 13 | +7 | 622 | 599 | +23 | 2   | Q             |
| 2     | Frankreich | 3   | 2 | 1 | 9  | 6  | +3 | 22 | 13 | +9 | 655 | 599 | +56 | 2   |               |
| 3     | Ukraine    | 3   | 1 | 2 | 5  | 10 | −5 | 15 | 22 | −7 | 644 | 671 | −27 | 1   |               |
| 4     | Polen      | 3   | 1 | 2 | 5  | 10 | −5 | 12 | 21 | −9 | 555 | 607 | −52 | 1   |               |

## Gruppe F
| Platz | Team      | Pld | W | L | MF | MA | MD  | GF | GA | GD  | PF  | PA  | PD   | Pts | Qualifikation |
| ----- | --------- | --- | - | - | -- | -- | --- | -- | -- | --- | --- | --- | ---- | --- | ------------- |
| 1     | Bulgarien | 3   | 3 | 0 | 15 | 0  | +15 | 30 | 0  | +30 | 630 | 297 | +333 | 3   | Q             |
| 2     | Wales     | 3   | 2 | 1 | 7  | 8  | −1  | 15 | 21 | −6  | 613 | 682 | −69  | 2   |               |
| 3     | Slowakei  | 3   | 1 | 2 | 4  | 11 | −7  | 13 | 24 | −11 | 583 | 715 | −132 | 1   |               |
| 4     | Ungarn    | 3   | 0 | 3 | 4  | 11 | −7  | 12 | 25 | −13 | 596 | 728 | −132 | 0   |               |